# Djurado
Pour plus de détails, voir Fiche technique et Distribution.
Djurado est un western spaghetti italo-espagnol réalisé par Giovanni Narzisi en 1966.

## Synopsis
Djurado, surnommé Golden Poker parce qu'imbattable aux cartes, arrive à Silvermine, un bourg d'habitants pauvres, mais riche par son potentiel minier. Tucan, plein d'argent, est disposé à tout pour s'emparer des précieux terrains miniers. Djurado va s'opposer à lui pour défendre les terres de la jeune Barbara.

## Fiche technique
- Titre français : Djurado ou El Djurado ou Jim Golden Poker[1],[2]
- Titre original italien : Djurado
- Réalisateur : Giovanni Narzisi
- Scénario : William Azzella, Federico De Urrutia, Giovanni Narzisi
- Production : Studio T., C.C. Astro
- Photographie : Miguel Fernández Mila
- Musique : Gianni Ferrio
- Montage : Eugenio Alabiso
- Décor : Rosa Sansone
- Durée : 76 min
- Genre : Western spaghetti
- Année de sortie : 1966
  - France : 5 mars 1969[1]

## Distribution
- Montgomery Clark : Djurado, surnommé "Golden Poker"
- Scilla Gabel : Barbara
- Margaret Lee : Mitzy
- Luis Induni : Tucan
- Mary Jordan : Dorian
- Mirella Pamphili : la femme de Tucan
- Isarco Ravaioli : Ray Daller, shérif
- Goyo Lebrero : "Faux Dollar"